# Andrea Montenegro
Andrea Mónica Montenegro de Freitas (Lima, 4 de marzo de 1976), conocida como Andrea Montenegro, es una actriz, presentadora, modelo y profesora de actuación peruana.

## Biografía
Andrea Montenegro nació en 1976. Estudió en el Colegio Sagrado Corazón Sophianum de la ciudad de Lima.
Estudió Diseño Gráfico en el Instituto Peruano de Publicidad, además siguió talleres de actuación dados en la Pontificia Universidad Católica del Perú.
Participó en el Miss Perú 1997, representando al departamento de Amazonas.
En 1997, debuta en la telenovela Escándalo, al siguiente año, participa en la telenovela Pueblo Nuevo.
En mayo de 1999, ingresó a las filas de Canal A donde condujo el programa de variedades Para todos, junto a Bruno Pinasco.
En el 2000, participa en la telenovela Milagros y al siguiente año, en la serie Latin Lover, la primera telenovela erótica producida por Playboy.
En el 2003, forma parte de la telenovela La mujer de Lorenzo de Venevisión, al siguiente año, participa en la película Baño de damas.
En el 2004, viaja a Colombia para coprotagonizar la serie La viuda de la mafia de RCN Televisión. Permaneció radica allí por casi una década.
En el 2007, coprotagoniza la telenovela El Zorro: La espada y la rosa de Telemundo y estrena la controvertida película Muero por Muriel, al siguiente año, hizo su participación en la telenovela Regreso a la Guaca y en la serie Tiempo final de FOX.
En el 2009, participa en la serie Kdabra de Fox Telecolombia.
En el 2010, regresa a Telemundo para participar en la telenovela El Clon.
En 2012, participa en la serie Historias clasificadas de RCN Televisión.
En 2016, participa en la telenovela Mis tres Marías de América Televisión. 
En el 2017, hace su participación en la telenovela Colorina también de América Televisión.

## Filmografía

### Televisión

#### Series
- Historias clasificadas (2012) como Varios Roles.
- Kdabra: El Apocalipsis (2012) como Oficial Grinberg.
- Tu voz estéreo (2011) como Varios Roles.
- Kdabra: La revelación (2011) como Oficial Grinberg.
- Mujeres al límite  (2011) como Laura.
- Kdabra (2009—2010) como Oficial Grinberg.
- Tiempo final (2007—2008) como Claudia (Episodio:   Broma pesada) y Bibiana (Episodio: Simulacro).
- Latin Lover 2: Bellas y ambiciosas (2006) como Claudia Fuentes.
- Decisiones (2006) como Varios Roles.
- La viuda de la Mafia (2004—2005) como Clara María López "Clarabella".
- Latin Lover (Versión extendida) (2001) como Claudia Fuentes.
- Latin Lover (2001) como Claudia Fuentes.
- Gente como uno (1999) como Evelyn.

#### Telenovelas
- Madre por siempre, Colorina (2017—2018) como Guadalupe "Lupita" Córdova Suárez / "Muñeca Montiel".
- Colorina (2017) como Guadalupe "Lupita" Córdova Suárez / "Muñeca Montiel".
- Mis tres Marías o Mis 3 Marías (2016) como Elena Sánchez Div. de Navarro / Vda. de Bustamante.
- A corazón abierto (2011—2012) como Dra. Carreño.
- El clon (2010) como Nazira Hashim.
- Regreso a la Guaca (2009) como Astrid Lopera.
- El Zorro: La espada y la rosa (2007) como María Pía de la Vega.
- Amores de mercado (2006—2007) como Mireya.
- La mujer de Lorenzo (2003) como Isabela Fergoni.
- Milagros (2000—2001) como Erika Zevallos.
- Pueblo Nuevo (1998).
- Escándalo (1997) como Nadia Ferecho.

#### Programas
- Hasta las patas (2014) como Presentadora.
- Dios nos libre (2002) como Presentadora.
- Para todos (1999) como Presentadora.
- Campaneando (1997) como Presentadora.
- El Miss Perú 1997 (Edición Especial) (1997) como Participante.

### Cine
- Igualita a Mí (2022).
- Lusers, ¿qué pasa cuando se juntan un peruano, un chileno y un argentino? (2015) como Calinda / Brasileña.
- Volver a morir (2011) como Camila.
- Flashback (2009).
- La trilogía púrpura (2008) como Camila.
- Muero por Muriel (2007).
- Cuando el cielo es azul (2005) como Sofía.[13][14]
- Baño de damas (2003) como Marinés.

## Teatro
- Vigilia de noche (2017).
- El vuelo de los Olvidados (2017).
- Baño de mujeres (2002) como Cloe.
- Los muchachos de la banda (1998).

## Eventos

### Certámenes de belleza
- El Miss Perú 1997 (1997) como Postulante.

## Premios y nominaciones
| Año  | Premio                       | Categoría    | Trabajo                 | Resultado   | Ref.   |
| ---- | ---------------------------- | ------------ | ----------------------- | ----------- | ------ |
| 2005 | Premios Luces de El Comercio | Mejor Actriz | Cuando el cielo es azul | Desconocido | [ 15 ] |